# García
García – pierwszy wielki mistrz zakonu Calatrava w latach 1164-1169.
Pochodzenie jego nie jest znane. Jest wielce prawdopodobne, że wywodził się z Nawarry.
Wiadomości o tym mistrzu są bardzo skąpe. Wiadomo, że z wielkim poświęceniem bronił ze swoimi rycerzami powierzonych jego opiece terenów, w tym zamku Calatrava, przed Maurami. W dowód uznania dla swojej postawy podczas walk zakon uzyskiwał w tym czasie coraz liczniejsze dobra i przywileje m.in. zamek w Almadén, co było także zasługą wielkiego mistrza.
Do don Garcíi była też skierowana pierwsza bulla papieska dotycząca zakonu z Calatravy z 26 września 1164 roku, nadająca zakonowi regułę opartą na regule cystersów i potwierdzająca militarny charakter zgromadzenia. Rządy tego wielkiego mistrza to także czas usamodzielnienia się zakonu i rozluźnienia związków z cystersami.